# Distretto di Feixiang
Il distretto di Feixiang (肥乡区S, FéixiāngP) è un distretto della Cina, situato nella provincia di Hebei e amministrato dalla prefettura di Handan.